# Ilkka Laitinen
Ilkka Pertti Juhani Laitinen (Nurmes, Karelia del Norte, Finlandia, 22 de agosto de 1962-29 de septiembre de 2019) fue un oficial militar finlandés. Primer director ejecutivo de Frontex, la agencia de protección fronteriza de la Unión Europea (2005-2014). Posteriormente fue teniente general y jefe de la Guardia Fronteriza Finlandesa (2018-2019).

## Biografía
Laitinen comenzó a trabajar en la Guardia Fronteriza finlandesa (1985-2004), sirviendo primero como comandante asistente de la Guardia Fronteriza en el sureste de Finlandia y posteriormente, como experto en seguridad fronteriza trabajando en coordinación con el Ministerio de Asuntos Exteriores finlandés. Ascendió al rango de coronel en 2004 y ocupó una amplia variedad de trabajos nacionales y de la UE. Fue nombrado primer jefe de Frontex el 25 de mayo de 2005.
Laitinen asumió la presidencia de Frontex durante nueve años, hasta mayo de 2014. Cumplió dos mandatos de cinco años, que es el tiempo máximo permitido hasta que dejó el trabajo un año antes. En el verano de 2014, regresó a la sede de la Guardia Fronteriza como jefe de la unidad internacional. Fue ascendido a jefe adjunto de la Guardia de Fronteras en 2015  y a comandante de la Guardia de Fronteras en 2018.
Laitinen fue ascendido a general de divivisión en 2015 y a teniente general a partir del 1 de septiembre de 2018.
Laitinen se retiró de la Guardia Fronteriza finlandesa debido a problemas de salud el 31 de agosto de 2019. Fue reemplazado por el subjefe Pasi Kostamovaara. Falleció  a los 57 años como consecuencia de una grave enfermedad.